# Phạm Đăng Trí
Pham Dang Tri, né le 24 août 1920 à Hué et mort le 3 juin 1987, est un peintre vietnamien. 

## Biographie
Pham Dang Tri (Sino-vietnamien : 范登智) est né le 24 août 1920 selon l'état civil ou le 16 septembre 1921 selon d'autres sources écrites. Il est étudiant au sein de l'une des dernières promotions de l'École des Beaux-Arts d'Indochine, la promotion XII (1937-42) que fréquente également un autre peintre sur soie célèbre : Tu Duyen (1915-2012). Après la Révolution d'Août, il est nommé professeur de peinture dans plusieurs lycées avant d'être officiellement nommé au Collège des Beaux-Arts de Hué où il enseigne jusqu'à sa mort, en 1987. 

## Œuvre
Peintre réputé de son vivant, Pham Dang Tri est célèbre dès sa sortie de l'école en 1946 grâce à une œuvre intitulée La rivière d'argent (peinte en 1945). Cette œuvre remporte cette année-là le premier prix d'un concours d'art organisé pour glorifier la jeune République démocratique du Viêt Nam. Peinte sur une feuille de grandes dimensions, ce tableau représente une jeune femme mourante, dont la pâleur est contrebalancée par l'apparence sensuelle d'une femme en train de s'endormir d'un sommeil paisible. Cette œuvre a été solennellement exposée à l'époque dans la plus grande salle d'exposition d'Hanoï. 
Le peintre est réputé avoir produit une centaine d'œuvres au cours de sa carrière et avoir été actif jusqu'à sa mort : il a réalisé essentiellement des peintures sur toile, des peintures sur soie, et sur papier. 
En 1968, un épisode grave cause la perte de la moitié de son œuvre. Lors de la campagne de Mau Than, une bombe Viet Cong s'abat sur son atelier, causant l'effondrement d'une partie du bâtiment et la perte irrémédiable de dizaines de ses tableaux. Outre cette perte, Pham Dang Tri a toujours affirmé vouloir peindre pour lui-même, il s'est souvent revendiqué comme pédagogue et comme passeur et n'a pas toujours fait beaucoup d'effort pour promouvoir ou pour vendre ses travaux, préférant en faire des dons à ses amis. Depuis son décès, sa famille décline souvent les offres des collectionneurs étrangers afin de conserver jusqu'à nos jours l'héritage d'une quarantaine de ses tableaux, encore visibles à Hué dans la maison familiale[réf. nécessaire]. 
Pour ces raisons, les œuvres de Pham Dang Tri sur le marché sont assez rares. Plusieurs expositions et rétrospectives lui ont été néanmoins été consacrées de son vivant et après sa mort, la dernière ayant eu lieu à Hué, en 2006. 
Pham Dang Tri a développé un style fidèle aux traditions décoratives et artistiques de sa ville natale, Hué, dont il est l'un des artistes les plus représentatifs. Les conceptions picturales de ses débuts, en particulier, tentent de dépasser le cercle chromatique habituel (jaune, cyan, et magenta) pour exprimer le contraste des couleurs secondaires : verts, violets, et rouge-orangé, blanc et noir.

## «Le peintre qui valait soixante-dix lingots»
Outre ses œuvres personnelles, Pham Dang Tri est également l'auteur de nombreuses illustrations de couvertures de livres. Dans les années 1980, l'une de ses œuvres figura dans les manuels d'histoire des écoles primaires pour illustrer la résistance des sœurs Trung. Cette œuvre, peinte en 1975, est réputée avoir fait l'objet d'une offre d'achat de la part d'un touriste japonais qui proposa de la payer au peintre le prix faramineux de 75 cây d'or (soit 2,625 kg) : selon les dires, le peintre refusa . 

## Famille
Selon des recherches généalogiques, Pham Dang Tri est également un descendants d'une famille impériale puisqu'il est lié à la la dynastie impériale Nguyen par le biais de la reine douairière Nghi Thien dont il est un descendant. 
- Épouse : Huynh Thi Sanh (née en 1928)
- Descendants : Pham Dang Pho (aîné), Pham Dang Nhat (cadet), Pham Dang Dieu (benjamin)

## Œuvres

### Peinture
- La rivière d'argent (1945)
- La rive du lac
- Scène de village
- L'assemblée nocturne (1982)
- La danse de la lampe (1984)
- La danse de l'épée (1984)
- Le portrait du Maître Thiệt Diệu Liễu Quán (1988)
- Profondément
- Portrait de jeune femme

### Illustration
- Nam hoa kinh, Nhuong Tong dich vu, Imprimerie Tan Viet, 1962.
- Mai Tay, Nhuong Tong, Tan Viet Press, 3e édition sans enregistrement de l'année de publication, licence du ministère de l'Information du Sud[5].